# Backstreets (pjesma)
"Backstreets" je pjesma Brucea Springsteena s albuma Born to Run iz 1975. Govori o odnosu dvojice prijatelja: pripovjedača i Terryja. Prisiljeni su skrivati svoju ljubav od drugih i "skrivati se u uličicama". Na kraju, veza se raspada. Terry odlazi s drugim muškarcem ostavljajući pripovjedača samog i punog bijesa, ljubavi i tuge. Nepoznato je pripovijeda li priču sam Springsteen i radi li se stvarno o homoseksualnoj vezi dvojice tinejdžera. Springsteen je to ostavio na raspravu svojim obožavateljima.
2007., tijekom Magic Toura s E Street Bandom, "Backstreets" je često izvođena u čast Springtseenova dugogodišnjeg prijatelja, Terryja McGoverna, koji je umro ranije te godine.
U Springsteenovoj pjesmi "The Promise", Terry se spominje u stihovima. Kaže se kako "radi u rock and roll bendu, tražeći onaj zvuk od milijun dolara". Ostaje nepoznato radi li se o istom Terryju.

## Vanjske poveznice
- Stihovi "Backstreets"  Arhivirana inačica izvorne stranice od 9. ožujka 2009. (Wayback Machine) na službenoj stranici Brucea Springsteena